# 툼레이더: 연대기
툼레이더: 연대기(Tomb Raider Chronicles, 툼레이더 크로니클즈)는 코어 디자인이 개발하고 2000년 아이도스 인터랙티브가 플레이스테이션, 마이크로소프트 윈도우, 드림캐스트용으로 배급한 액션 어드벤처 플랫폼 비디오 게임이다. 툼 레이더: 마지막 계시록의 뒤를 잇는 작품이다.
툼 레이더 게임 중에는 가장 미약한 게임들 가운데 하나로 기억되며 150만 본만 판매되면서 시리즈 중 가장 저조한 판매량을 보였다.

## 평가
| 평론 점수 평론사 점수 드림캐스트 PC PS 게임스팟 7.2/10 [ 1 ] 6.3/10 [ 2 ] 7.2/10 [ 3 ] IGN 5.8/10 [ 4 ] 6.3/10 [ 5 ] 6.5/10 [ 6 ] 넥스트 제네레이션 N/A N/A [ 7 ] Official Dreamcast Magazine (US) 4/10 [ 8 ] N/A N/A 통합 점수 메타크리틱 59/100 [ 9 ] 57/100 [ 10 ] 63/100 [ 11 ] |            |        |        |
| 평론 점수 |            |        |        |
| 평론사 | 점수       | 점수   | 점수   |
| 평론사 | 드림캐스트 | PC     | PS     |
| 게임스팟 | 7.2/10     | 6.3/10 | 7.2/10 |
| IGN | 5.8/10     | 6.3/10 | 6.5/10 |
| 넥스트 제네레이션 | N/A        | N/A    | [ 7 ]  |
| Official Dreamcast Magazine (US) | 4/10       | N/A    | N/A    |
| 통합 점수 |            |        |        |
| 메타크리틱 | 59/100     | 57/100 | 63/100 |